# 阿爾普河
47°10′00″N 8°44′10″E / 47.16661°N 8.73624°E

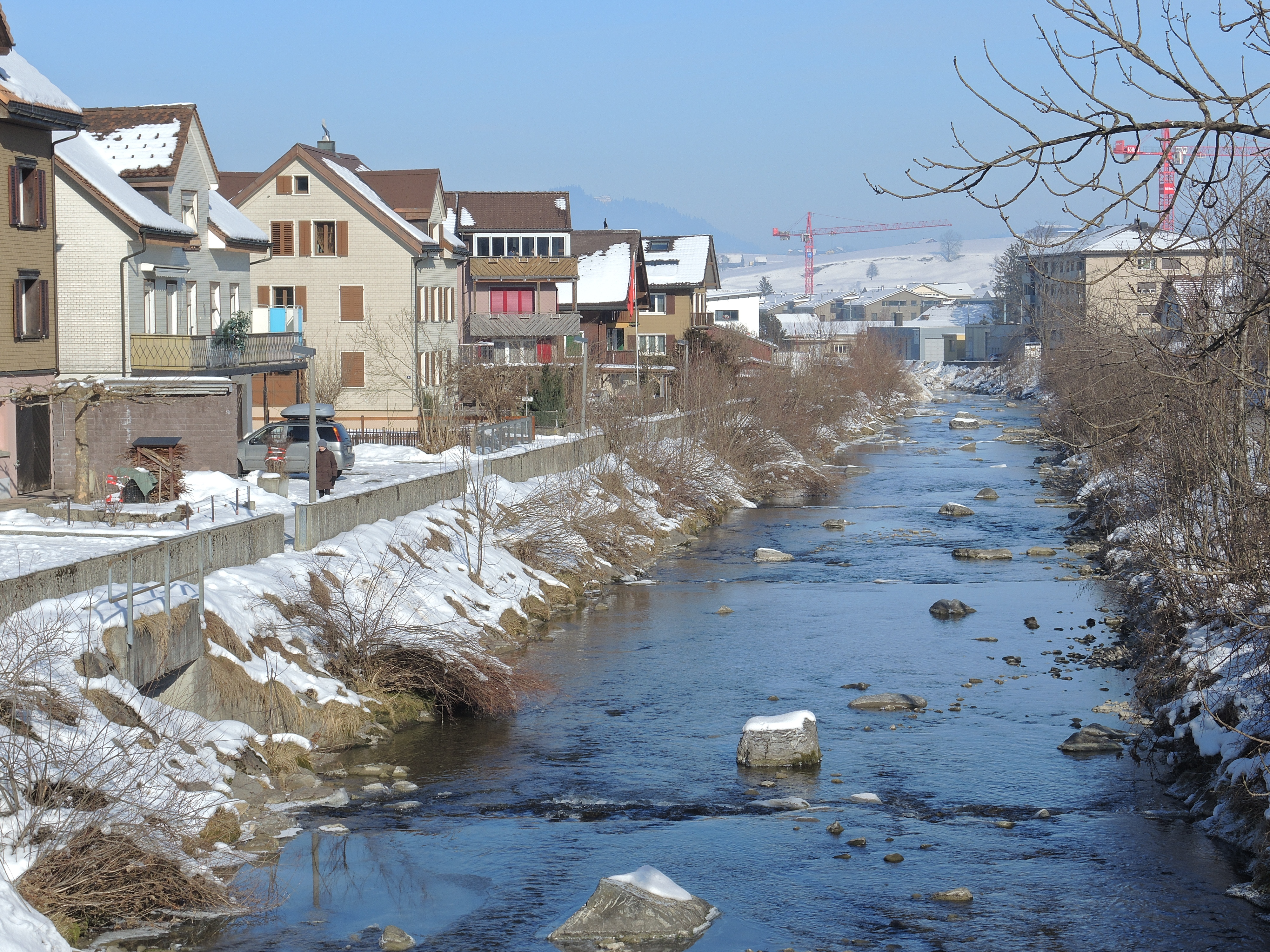

阿爾普河是瑞士的河流，位於該國中部，流經施維茨州，屬於錫爾河的左支流，河道全長19.3公里，流域面積83.4平方公里，發源自布呂內利施托克山。